# Amy Kane
Amy Kane, née le 10 septembre 1986 à Liverpool, est une footballeuse anglaise évoluant au poste de milieu de terrain du début des années 2000 au milieu des années 2010.
Elle évolue à Everton LFC avec qui elle remporte la FA Women's Premier League Cup en 2008, puis à Blackburn Rovers avant de revenir dans son club formateur où elle termine sa carrière.

## Biographie

### Carrière en club
Amy Kane nait le 10 septembre 1986 à Liverpool. Elle rejoint Everton LFC à l'âge de 15 ans. Elle est finaliste de la Coupe d'Angleterre en 2005 face au Charlton Athletic WFC, Everton LFC est battu sur le score de un but à zéro. En 2008, elle inscrit le but de la victoire, lors de la finale de la FA Women's Premier League Cup contre Arsenal FC, qui met fin à une série de 58 victoires de suite des joueuse d'Arsenal FC. La saison suivante, Everton LFC termine deuxième du championnat derrière Arsenal LFC avec 61 points sur 66 possibles.
Elle rejoint les Blackburn Rovers en janvier 2009 mais quitte le club, la saison suivante, après que celui-ci est refusé de rejoindre la nouvelle Super League.
Elle revient à Everton LFC à l'été 2010 pour la Ligue des champions féminine de l'UEFA. Lorsque la saison 2014 se termine par la relégation d'Everton LFC, elle décide de prendre sa retraite sportive afin de se concentrer sur sa vie professionnelle.

### Carrière internationale
Amy Kane est sélectionnée en équipe d'Angleterre U19 avec qui elle dispute le Championnat d'Europe féminin de football des moins de 19 ans 2005. Elle compte également des sélections en U21 et en U23. En avril 2007, elle intègre le camp d'entraînement de l'équipe senior au La Manga Club.
Elle est sélectionnée en équipe universitaire de Grande-Bretagne pour l'Universiade d'été de 2009 à Belgrade. Capitaine de la sélection, elle inscrit un triplé lors du premier match de poule face à l'Estonie, la rencontre se termine par une victoire 10 buts à zéro. La sélection termine médaille de bronze en battant la France.

### Vie privée
Amy Kane fréquente l'Université de Liverpool John-Moores, dans le cadre du Talented Athlete Scholarship Scheme (programme à destination des athlètes talentueux),.
En décembre 2015, elle épouse Fara Williams, son ancienne coéquipière d'Everton, que sa famille avait aidée et accueillie lorsqu'elle était sans-abri.  Elles se séparent peu de temps après.

## Statistiques
| Club             | Saison  | Total  | Total |
| Club             | Saison  | Matchs | Buts  |
| ---------------- | ------- | ------ | ----- |
| Everton LFC      | 2002–03 | 3      | 0     |
| Everton LFC      | 2003–04 | 6      | 2     |
| Everton LFC      | 2004–05 | 19     | 1     |
| Everton LFC      | 2005–06 | 12     | 1     |
| Everton LFC      | 2006–07 | 26     | 3     |
| Everton LFC      | 2007–08 | 28     | 8     |
| Everton LFC      | 2008–09 | 10     | 1     |
| Everton LFC      | Total   | 104    | 16    |
| Blackburn Rovers | 2008–09 | 10     | 0     |
| Blackburn Rovers | 2009–10 | 9      | 1     |
| Blackburn Rovers | Total   | 19     | 1     |
| Everton LFC      | 2010–11 | 16     | 2     |
| Everton LFC      | 2012    | 12     | 0     |
| Everton LFC      | 2013    | 16     | 0     |
| Everton LFC      | 2014    | 2      | 0     |
| Everton LFC      | Total   | 46     | 2     |